# سیارک ۱۳۴۷۳
سیارک ۱۳۴۷۳ (به انگلیسی: 13473 Hokema، نامگذاری:1953GJ) سیزده هزار و چهارصد و هفتاد و سومین سیارک کشف شده‌است که در ۷ آوریل ۱۹۵۳ و در هایدلبرگ کشف شد.
قدر مطلق سیارک برابر ۱۴٫۴۰ است.